# Dinah Pfizenmaier
Dinah Pfizenmaier, née le 13 janvier 1992 à Bielefeld, est une joueuse de tennis professionnelle allemande.

## Carrière
Originaire de Oerlinghausen, Dinah Pfizenmaier est passée par le TSV Oerlinghausen, le FC Stukenbrock et le VfL Bochum en tant que tenniswoman. Elle a vécu à Bochum.
Ses débuts au haut niveau sont marqués par des blessures qui la poussent tout d'abord à se concentrer sur ses études avant de rejoindre le circuit professionnel en juillet 2011. Elle rencontre rapidement le succès avec six titres acquis en quelques mois et une victoire au championnat d'Allemagne. Moins d'un an après ses débuts, elle se distingue en 2012 en se qualifiant pour les Internationaux de France où elle élimine la jeune Caroline Garcia au premier tour. Elle est défaite par la n°1 mondiale Victoria Azarenka.
L'année suivante, elle réalise à Roland-Garros sa plus belle performance en se qualifiant pour le 3e tour grâce à des succès sur Mandy Minella et Urszula Radwańska. Cette année-là, elle est quart de finaliste du WTA International de Palerme et demi-finaliste du WTA 125 de Taïwan. En 2014, elle passe une nouvelle fois un tour à Roland-Garros où elle est battue par Sara Errani. Elle est également quart de finaliste à Rio en 2015. Elle met un terme à sa saison fin mai après sa défaite aux Internationaux de France en raison d'une blessure à l'épaule ayant engendré une opération. Elle passe ensuite ses diplômes d'entraîneur et n'a rejoué depuis que trois tournois dont l'US Open en 2016 et 2017.
Elle a remporté neuf titres en simple dont celui de Versmold en 2013 et deux en double.

## Parcours en Grand Chelem

### En simple dames
| Année | Open d'Australie | Open d'Australie | Internationaux de France | Internationaux de France | Wimbledon       | Wimbledon      | US Open         | US Open         |
| ----- | ---------------- | ---------------- | ------------------------ | ------------------------ | --------------- | -------------- | --------------- | --------------- |
| 2012  | —                | —                | 2e tour (1/32)           | V. Azarenka              | Q2              | K. Mladenovic  | Q1              | Heidi El Tabakh |
| 2013  | Q1               | M. Adamczak      | 3e tour (1/16)           | A. Radwańska             | Q1              | Patricia Mayr  | 1er tour (1/64) | V. Azarenka     |
| 2014  | 1er tour (1/64)  | Y. Wickmayer     | 2e tour (1/32)           | Sara Errani              | 1er tour (1/64) | Lesia Tsurenko | Q1              | A. Rodionova    |
| 2015  | —                | —                | 1er tour (1/64)          | Zarina Diyas             | —               | —              | —               | —               |
| 2016  | —                | —                | —                        | —                        | —               | —              | Q1              | V. Strakhova    |
| 2017  | —                | —                | —                        | —                        | —               | —              | Q1              | Basak Eraydin   |

N.B. : à droite du résultat se trouve le nom de l'ultime adversaire.

## Classements WTA en fin de saison
| Année          | 2011 | 2012 | 2013 | 2014 | 2015 |
| Rang en simple | 271  | 158  | 98   | 125  | 249  |
| Rang en double | 851  | 939  | 523  | 281  | 563  |

Source : (en) Classements de Dinah Pfizenmaier sur le site officiel de la Fédération internationale de tennis